# Katsutoshi Nekoda
Katsutoshi Nekoda (猫田 勝敏?, Nekoda Katsutoshi; Hiroshima, 1º febbraio 1944 – 4 settembre 1983) è stato un pallavolista e allenatore di pallavolo giapponese.
Giocava nel ruolo di palleggiatore. È deceduto nel 1983 per un tumore allo stomaco.

## Palmarès

### Nazionale (competizioni minori)
- Giochi asiatici 1966
- Giochi asiatici 1970
- Giochi asiatici 1974
- Giochi asiatici 1978

### Premi individuali
- 1969 - Coppa del Mondo: Miglior palleggiatore
- 1970 - Campionato mondiale: Miglior sestetto
- 1977 - Coppa del Mondo: Miglior palleggiatore
- 1980 - JVA Volleyball Honorary Award
- 2000 - FIVB Special 20th Century Award